# Mario Prada
Mario Prada, né à Milan et mort en 1958, est le fondateur de Prada. Aujourd’hui, cette entreprise est spécialisée dans la vente d’articles de mode de luxe pour hommes et femmes. Elle vend notamment de la maroquinerie et du prêt à porter.

## Entreprise Prada
Mario Prada a fondé avec son frère Martino, l’entreprise Prada sous le nom de Fratelli Prada, en 1913, à Milan en Italie. À ses débuts l’entreprise était spécialisée dans le traitement du cuir et vendait des produits de maroquinerie.
Le fils de Mario n’étant pas intéressé pour reprendre l’entreprise, c’est sa fille Luisa qui sera à sa tête durant près de vingt ans. Depuis 1978, c’est Miuccia Prada la fille de Luisa et donc la petite fille de Mario, qui dirige l’entreprise.